# Sulfarsenol
El sulfarsenol o sulfarsfenamina es un agente antibiótico cuya fórmula molecular es la siguiente: C14H14As2N2Na2O8S2. Este medicamento es bastante útil en el tratamiento de la sífilis congénita infantil. Normalmente se administra en forma muscular y tiene un efecto beneficioso para el paciente, al menos en lo que respecta al avance de la enfermedad.
El sulfarsenol suele encontrarse en forma sólida y bastante soluble en agua u otros líquidos. Tiene un ligero olor similar al del bióxido de azufre. El sulfarsenol suele oxidarse fácilmente al exponerse a un ambiente aéreo. Al oxidarse se torna más oscuro y su toxicidad aumenta conforme al nivel de oxidación que posea. 
Una de las grandes ventajas de esta medicina es, como se explicó anteriormente, que su administración es intramuscular por lo cual su uso en un consultorio es bastante sencillo. Normalmente la dosis es de 0,45 g.
Si se administra sulfarsenol junto con ciertos medicamentos antiinfecciosos arsenicales y en dosis excesivas puede llegar a causar pérdida del conocimiento por períodos indefinidos. El problema con el sulfarsenol radica en su base arsenical; el arsénico puede llegar a contaminar la sangre y causar problemas bastantes severos.

## Historia
Cerca del año 1915 el doctor Federico Lenhoff fundó en París un laboratorio cuyo propósito sería la investigación de químicos y su aplicación médica. Fue allí donde desarrolló el sulfarsenol. Este compuesto llegó a formar la base de una gran cantidad de medicamentos. En su tiempo llegó a ser uno de los descubrimientos más importantes de la farmacología y medicina.
En 1936 la fórmula del sulfarsenol se mejoró y fue remplazada por un segundo estándar. La fórmula mejorada fue desarrollada por una firma británica. Tanto las pruebas de laboratorio realizadas por la firma como las pruebas realizadas por el Departamento de Estándares Biológicos del Instituto Nacional para la Investigación Médica de Londres demostraron que el nuevo estándar era equivalente al primer estándar tanto en toxicidad como en potencia terapéutica. Se enviaron cuatro muestras a diferentes países y todos constataron que el nuevo estándar era adecuado en todos los aspectos.
Uno de los problemas con este estándar fue que no se realizaron pruebas de toxicidad y potencia suficientemente precisas. Las pruebas se limitaron a comparar el estándar antiguo con el nuevo y comprobar su efectividad. La razón de esto probablemente sea que en ese entonces las medicinas se autorizaban basándose en su funcionalidad, es decir, no importaba su buen funcionamiento sino el simple hecho de que lo hiciera. Esto, sin embargo, no afectó a los pacientes, ya que el margen entre la dosis soportada por un hombre y la dosis usada en un tratamiento es bastante grande. 
Para 1949 el stock del segundo estándar de sulfarsenol estaba prácticamente agotado. En mayo de 1949 el Instituto Nacional para la Investigación Médica de Londres fue autorizado por el Comité Experto de Estandarización Biológica para proceder con el establecimiento del tercer estándar. 
Para este nuevo estándar se consideró necesario realizar un estudio exhaustivo que debía mostrar valores numéricos específicos para la toxicidad y potencia terapéutica del tercer estándar en términos del segundo. Seis laboratorios en cinco países respaldaron los ensayos de esta tercera muestra. 

### Ensayos de toxicidad
Los resultados de estas pruebas fueron realizados bajo estrictos controles. Se realizaron midiendo los efectos del químico en ochenta animales, exceptuando el sexto laboratorio que lo llevó a cabo en 120 animales. La mayoría de las pruebas se efectuaron con dos dosis diarias y el resto se llevó a cabo con tres dosis diarias. 
Por medio de un promedio aritmético de resultados se obtuvo una toxicidad aproximada de 1.0896 con una precisión de ±0.05. Sin embargo, un laboratorio fue posteriormente excluido por llevar a cabo malas prácticas en la experimentación. Los valores finales de toxicidad fueron 1.1403 con una precisión de ±0.05.

### Ensayos de potencia terapéutica
Se realizaron once ensayos de potencia terapéutica, de los cuales diez se consideraron válidos por el método usado. Luego se excluyó otro ensayo por la relativa escasa diferencia entre el primer y el segundo estándar. 
La prueba consistía en la medición de la cantidad de tripanosomas en relación con el tiempo en el tercer y cuarto día después de iniciado el tratamiento. Las pruebas arrojaron una potencia media de 0.9476 con ±0.05 de precisión. 
Gracias a las pruebas realizadas se pudo determinar que las mismas dosis utilizadas en el primer estándar eran válidas para el segundo estándar.

## Ventajas y desventajas del sulfarsenol
El sulfarsenol es un medicamento basado en azufre y, como tal, presenta altos grados de mortalidad. Para que una persona pudiera tomar el medicamento era necesario que ayunara por dos días. El problema era que, aún tomando esta precaución, moría mucha gente por envenenamiento relacionado con azufre. El sulfarsenol fue sin embargo durante mucho tiempo el único tratamiento disponible contra la sífilis.
El sulfarsenol se administraba por medio de una vacuna intramuscular, lo cual facilitaba su almacenamiento y era común en los consultorios médicos.